# Москва (масонская ложа)
Москва — масонская ложа в городе Москве, входящая в реестр Великого востока Франции под № 6018. Ложа работает по Современному [французскому] ритуалу.

## Предыстория
Появление, как масонства в России, так и первой масонской ложи Великого востока Франции, началось с посвящения первого масона СССР — Георгия Дергачёва в парижскую ложу Великого востока Франции «L’Ouevre Fraternel». Это важное историческое событие состоялось 9 марта 1990 года. В этот день Георгий Дергачёв был посвящён сразу во все три масонские градуса — ученик, подмастерье, мастер. Через некоторое время Георгий Дергачёв представил своего приятеля художника для посвящения в ту же ложу. 13 декабря 1990 года прошло посвящение второго русского кандидата, который также был посвящён сразу в три масонские степени.
Столь быстрое начало посвятительной практики для граждан СССР позволило подобрать кандидатуры в России для новых посвящений в Великий восток Франции, а также создать предпосылки для учреждения первой после долгого перерыва масонской ложи в Москве.
27 апреля 1991 года в Москву прибыла представительная делегация великих офицеров Великого востока Франции. На следующий день, на одной из дач в Подмосковье, прошло посвящение пятерых кандидатов, которых в течение года в России подбирал Георгий Дергачёв. Все пять кандидатов также были посвящены сразу в три масонские градуса.
28 апреля 1991 года, в Москве, под эгидой Великого востока Франции была открыта первая масонская ложа.
В 1996 году декретом великого мастера ВВФ были закрыты все ложи ВВФ на территории России. Ложа «Полярная звезда» и ВВФ в полном составе перешла в ВЛР.
Всего было открыто, с 1991 по 1997 год, 6 лож ВВФ: «Северная звезда», «Свободная Россия», «Девять муз», «Северные братья», «Полярная звезда» и «Москва».

## История ложи
В 1997 году, после закрытия всех лож ВВФ в России, несколькими братьями было принято решение основать новую ложу, которую было решено назвать «Москва». В 2006 году, члены ложи «Северная звезда», в связи с малочисленностью ложи, присоединились к ложе «Москва».